# Impasse Dupuy
Impasse Dupuy är en återvändsgata i Quartier de la Chapelle i Paris artonde arrondissement. Gatan är uppkallad efter en viss M. Dupuy, som ägde den mark, på vilken gatan anlades. Impasse Dupuy börjar vid Rue Philippe-de-Girard 74 bis.

## Omgivningar
- Saint-Bernard de la Chapelle
- Saint-Denys de la Chapelle
- Sainte-Jeanne-d'Arc
- Bois Dormoy
- Jardin Françoise-Hélène-Jourda
- Jardins Rosa-Luxemburg
- Square Louise-de-Marillac
- Square de Jessaint

## Bilder
| - Impasse Dupuy. - Impasse Dupuy. - Gatuskylt. - Saint-Bernard de la Chapelle. |

## Kommunikationer
- Tunnelbana – linje  – Marx Dormoy
- Tunnelbana – linje  – La Chapelle
- Busshållplats Les Roses – Paris bussnät
- Busshållplats Place de La Chapelle – Paris bussnät

### Webbkällor
- ”Impasse Dupuy”. Mairie de Paris. https://web.archive.org/web/20150910013915/http://www.v2asp.paris.fr/commun/v2asp/v2/nomenclature_voies/Voieactu/3049.nom.htm. Läst 14 september 2023.
- ”Impasse Dupuy (18ème arrondissement)”. Les rues de Paris. https://web.archive.org/web/20190502165729/http://www.parisrues.com/rues18/paris-18-impasse-dupuy.html. Läst 14 september 2023.